# Hirschgarten (Munich)

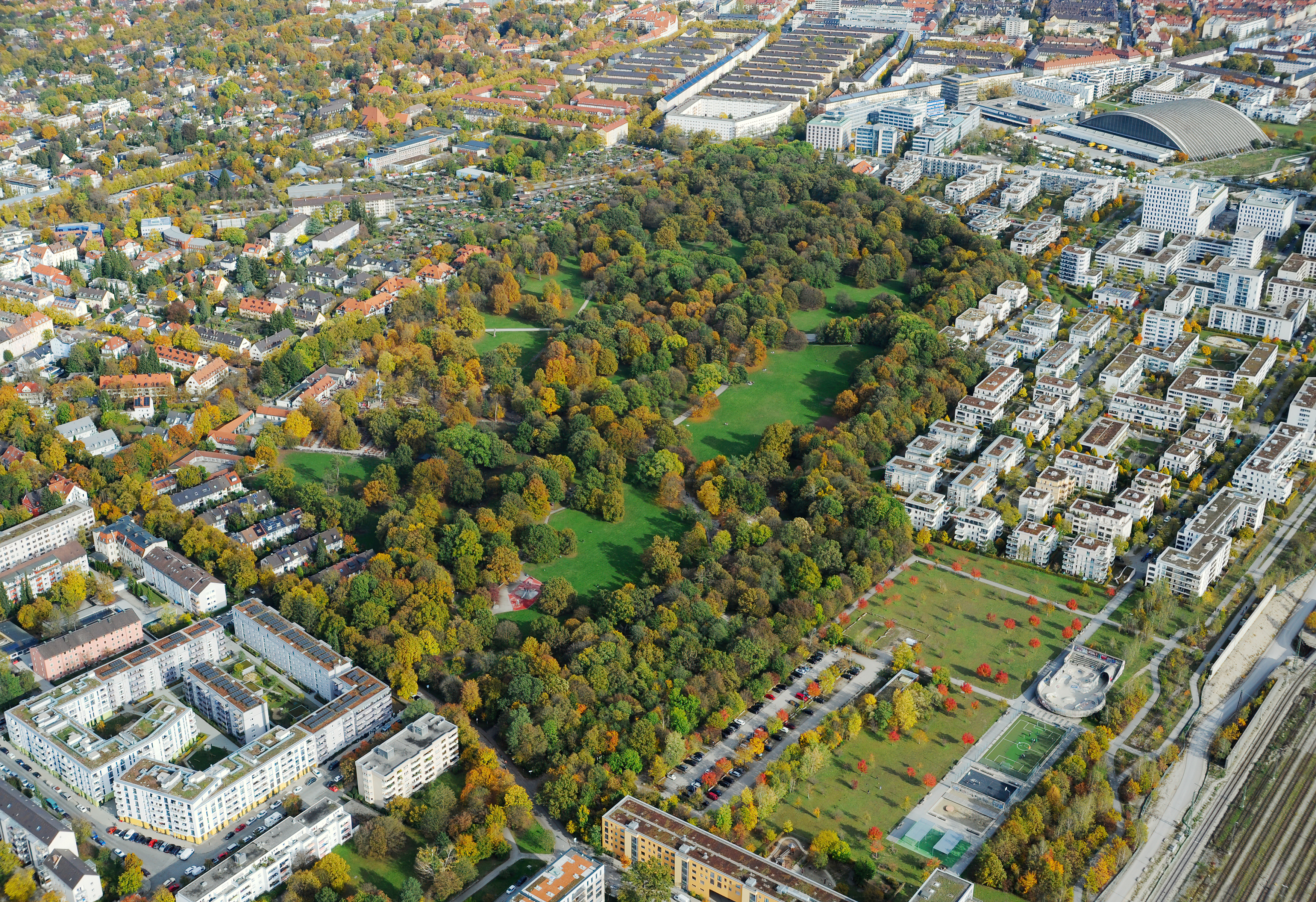
Vue aérienne du Hirschgarten

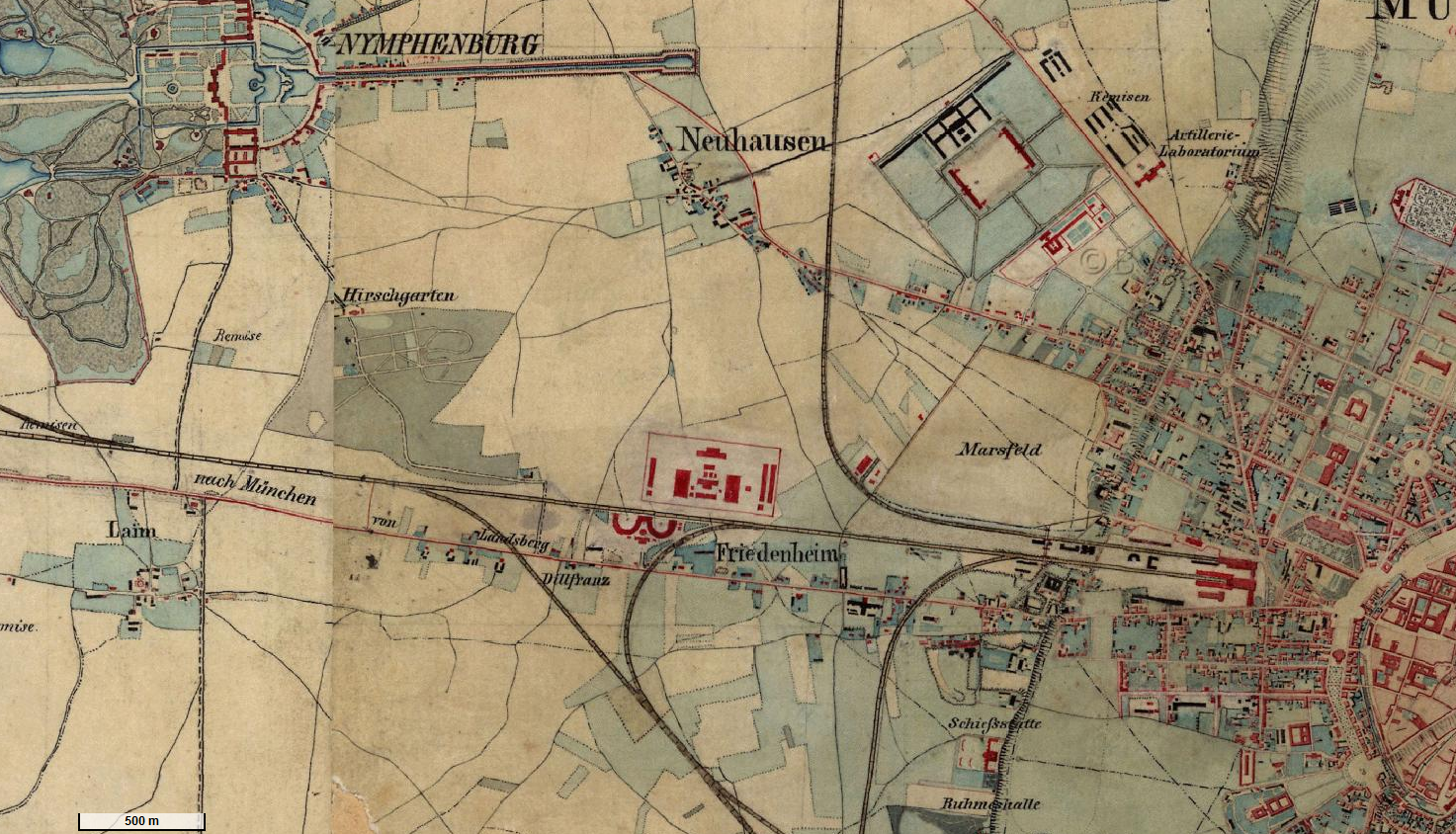
Le village de Orschaft sur des documents originaux de 1856

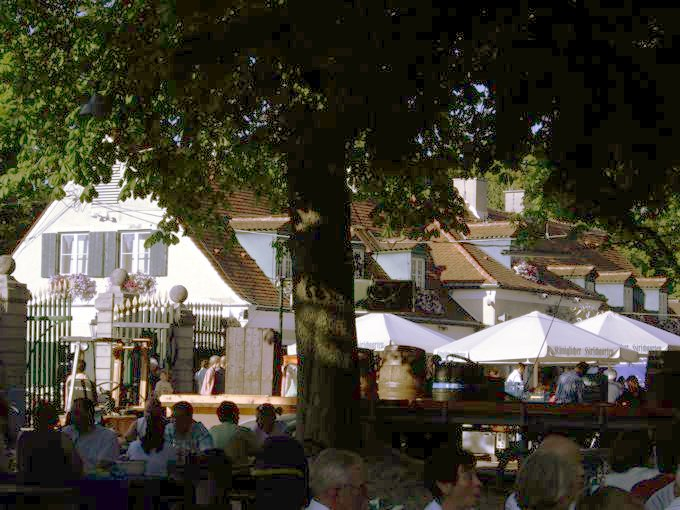
Biergarten

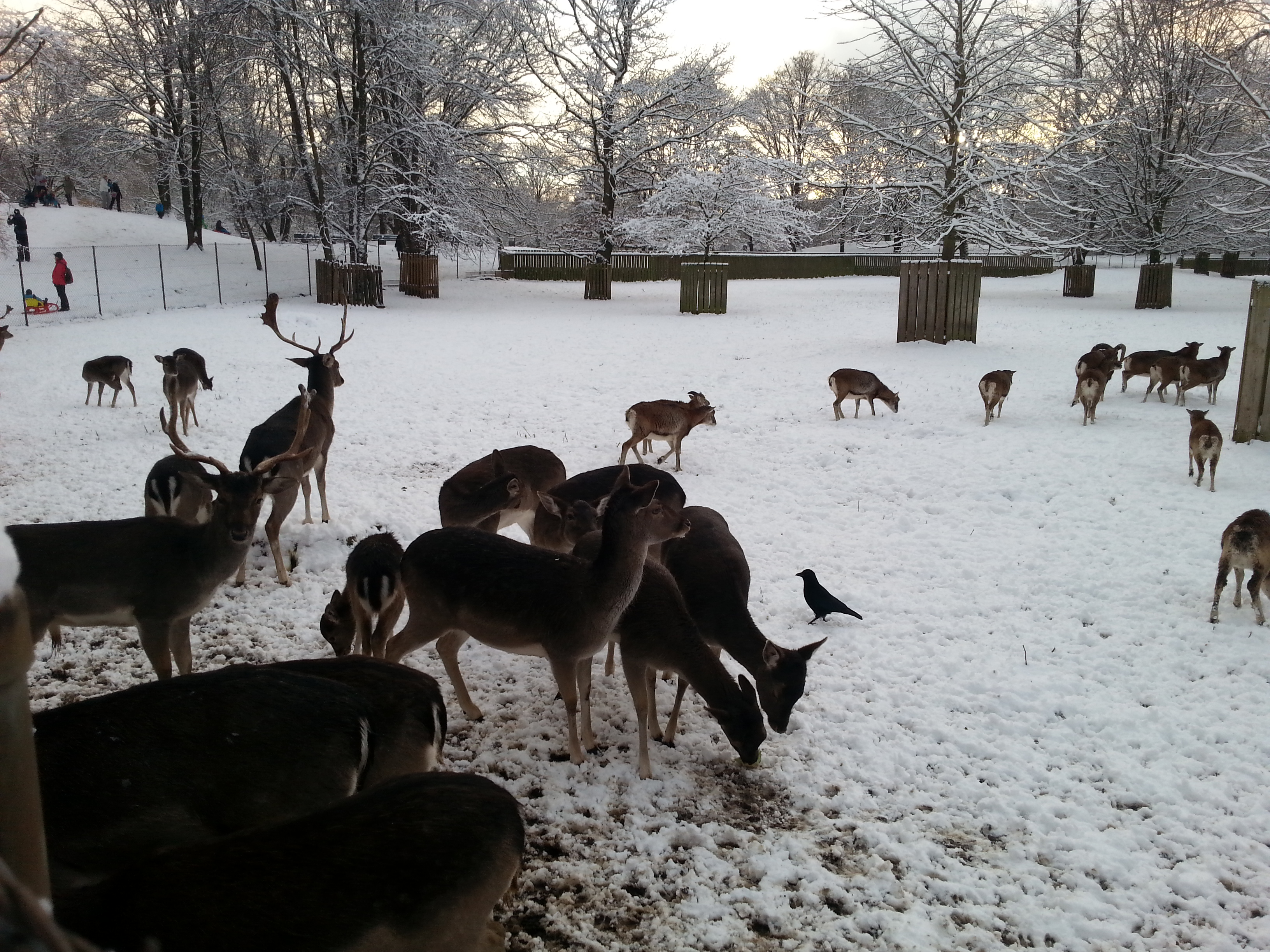
L'enceinte des cerfs en hiver

Le Hirschgarten ou Jardin royal des cerfs est un parc situé dans le quartier munichois de Nymphenburg, à l’ouest de la ville. Il s'étend sur 40 hectares. 

## Histoire
Le jardin des cerfs remonte à une Faisanderie de 1720. Depuis 1767, le houblon est cultivé ici pour les brasseries locales. 
En 1780, l'électeur Karl Theodor chargea son maître chasseur, Johann Theodor Freiherr von Waldkirch, de construire un terrain de chasse pour l'aristocratie pendant 131 jours (environ 44,6 hectares). Une partie de la zone a été clôturée et 100 daims et cerfs y ont été lâchés. 
Le parc a rapidement connu une grande popularité après que l'électeur éclairé Karl Theodor l'ait mis à la disposition des citoyens de Munich. Construite en 1791, la Maison de la Chasse  a été utilisée comme premier lieu gastronomique. Lors de la construction de la ligne de chemin de fer Munich-Augsbourg (1840), la taille du Hirschgarten a été réduite. 
Dans les années 1958-1959, la partie nord-est du parc a été transformée en zone de loisirs urbains. De 1968 à 1970, on a agrandi le parc public avec une extension au sud. Le Hirschgarten est également l'une des zones naturelles protégées de Munich (LSG-00120.16). 

## Description
Les 40 hectares du parc offrent des terrains de jeux, des prés, des aires de barbecue, des prairies vallonnées et, en partie, des arbres âgés de plus de 150 ans, ainsi que le prétendu plus grand Biergarten en plein air au monde avec 8 000 places. Au sud-ouest du Biergarten se trouve encore une enceinte de deux acres avec des daims et mouflons. 
Le Hirschgarten est désigné comme réserve naturelle du Hirschgarten (LSG-00120.16). 
Deux semaines avant l'Auer Jakobi Dult, depuis 1959, à Hirschgarten, se tient la Magdalenenfest, fête foraine avec manèges, Wurstbraterei, stands de bonbons et de produits du quotidien (casseroles, couteaux, bijoux, ceintures, etc.). La Magdalenenfest a lieu ici depuis 1728 et est ouverte entre 10h et 22h. 
Sous le Hirschgarten se trouve un bassin souterrain de rétention des eaux de pluie du drainage de la ville de Munich. 

Le palais de Nymphenburg se trouve à environ un kilomètre au nord-ouest de Hirschgarten. 

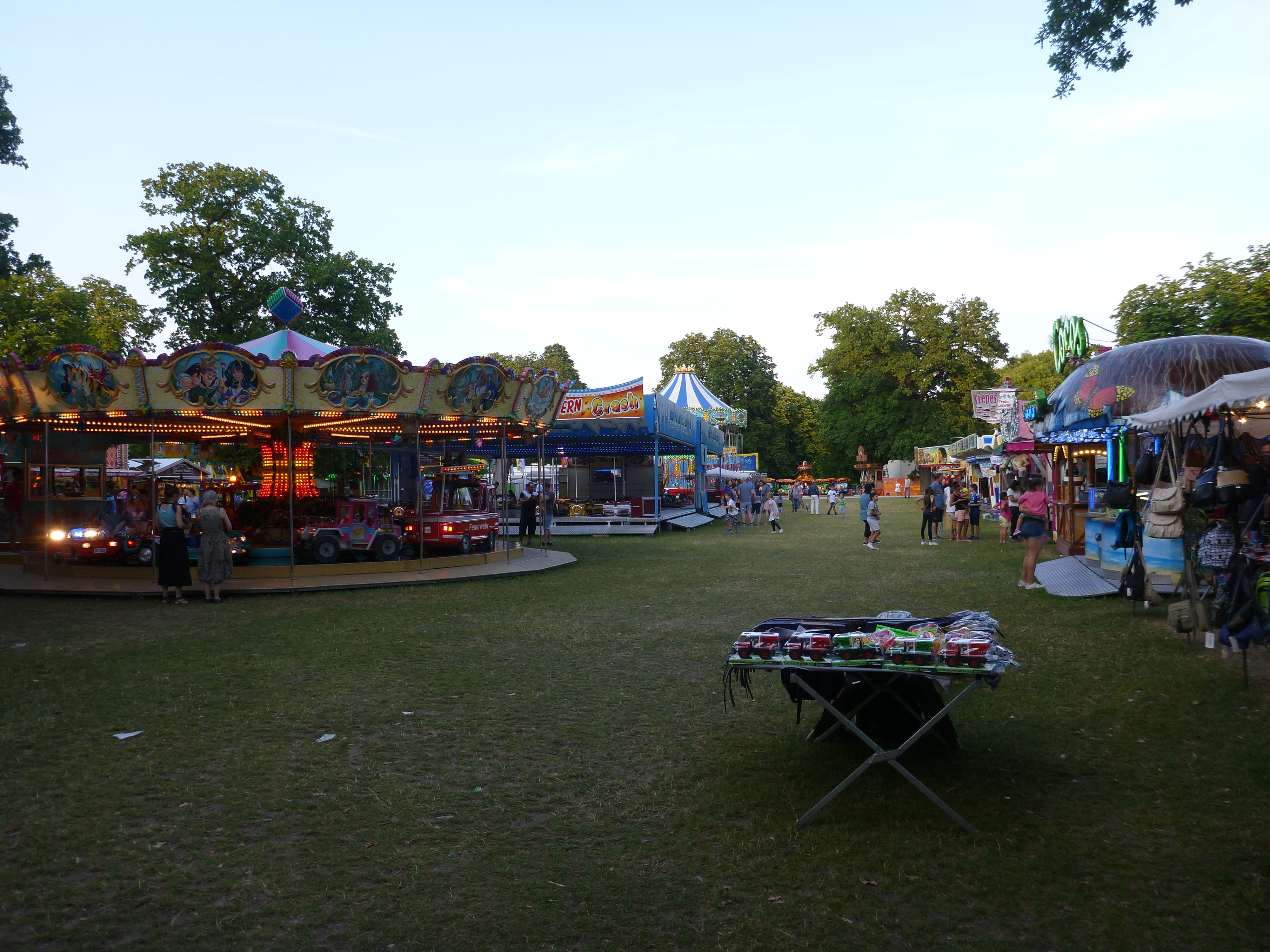
Magdalenfest
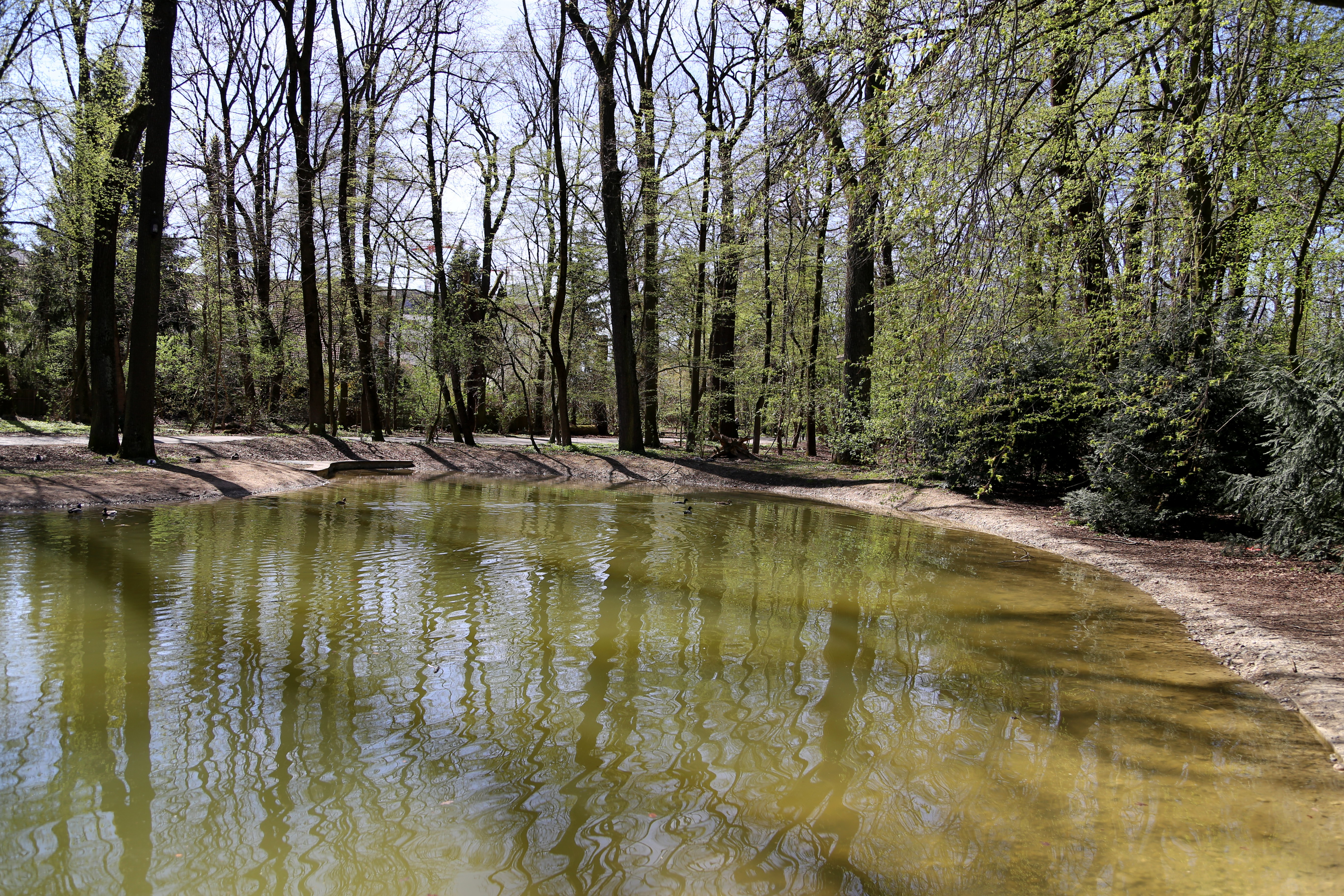
Plan d'eau
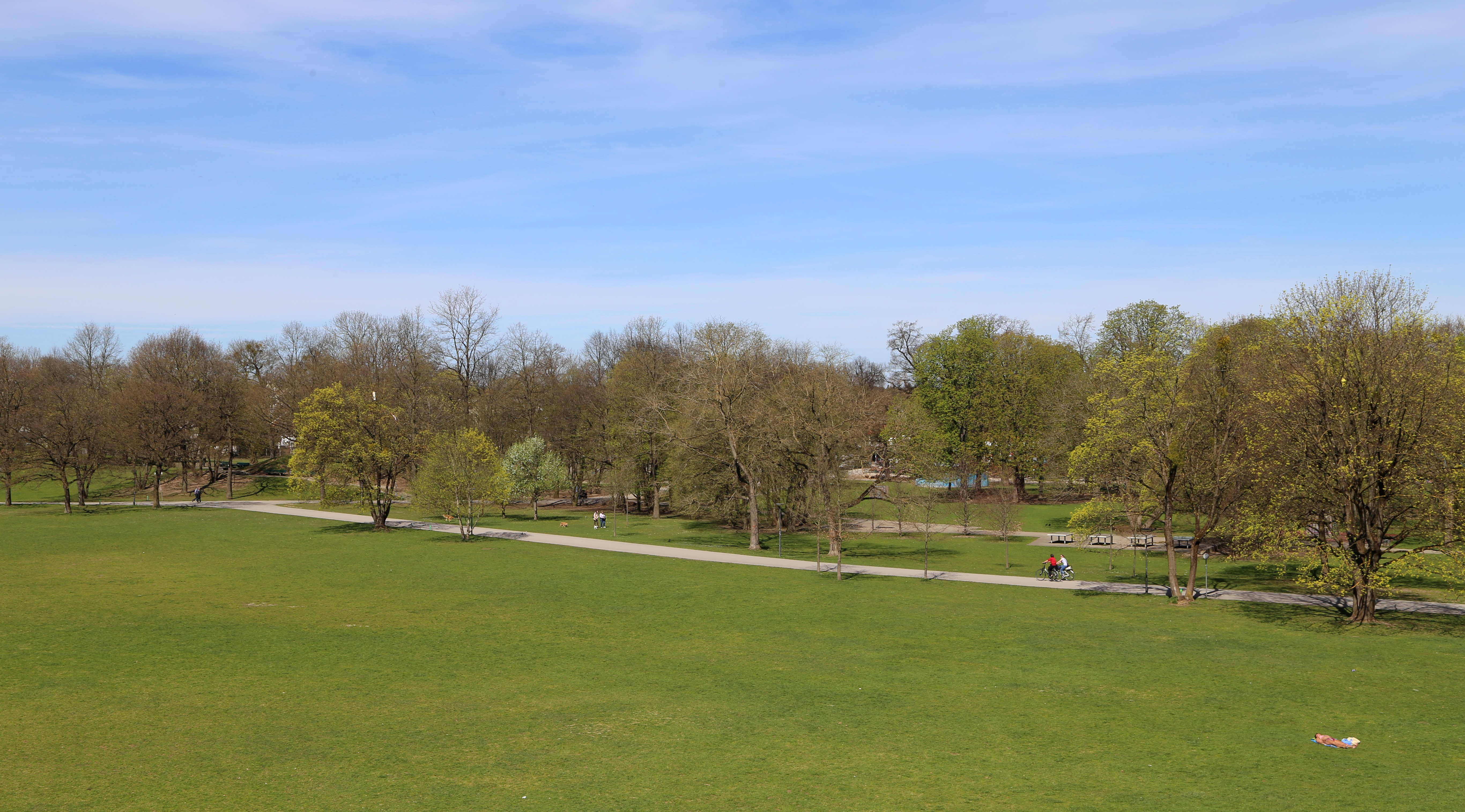
Pelouses